# Elephant Rocks (Antarktika)
Die Elephant Rocks sind eine Gruppe aus drei markanten, durch Untiefen miteinander verbundenen Klippen im Palmer-Archipel vor der Westküste der Antarktischen Halbinsel. Sie liegen zwischen Torgersen Island und der nordwestlichen Einfahrt zum Arthur Harbour vor der Südwestküste der Anvers-Insel.
Eine Mannschaft auf der Palmer-Station nahm 1971 die Benennung der Felsen vor. Namensgebend sind See-Elefanten, zu deren Ruheplätzen diese Klippen zählen.